# 魏寧根
魏寧根（德語：Weiningen）是瑞士联邦苏黎世州迪蒂孔区的市镇。该市镇面积为5.41平方千米，海拔高度413米，2018年12月31日人口数为4,827。

## 外部連結
- 魏宁根官方网站 （页面存档备份，存于） （德文）